# Proctoporus lacertus
Proctoporus lacertus — вид ящірок родини гімнофтальмових (Gymnophthalmidae). Ендемік Перу.

## Поширення і екологія
Proctoporus iridescens мешкають в Перуанських Андах, в провінціях Урубамба і Ла-Конвенсьйон в регіоні Куско. Вони живуть у вологих гірських тропічних лісах і на високогірних луках пуна, під камінням. Зустрічаються на висоті від 2792 до 4019 м над рівнем моря